# ISO 3166-2:EH
ISO 3166-2:EH is een ISO-standaard met betrekking tot de zogenaamde geocodes. Het is een subset van de ISO 3166-2 tabel, die specifiek betrekking heeft op Westelijke Sahara. Voor Westelijke Sahara kunnen hiermee de deelgebieden op het hoogste niveau worden gedefinieerd.
De gegevens werden tot op 26 november 2018 geüpdatet op het ISO Online Browsing Platform (OBP). Hier worden geen deelgebieden gedefinieerd.
Volgens de eerste set, ISO 3166-1, staat EH voor Westelijke Sahara, het tweede gedeelte is een code bestaande uit één, twee of drie letters of cijfers en is bestemd voor het desbetreffende deelgebied.